# Desperadoes of the West
Desperadoes of the West é um seriado estadunidense de 1950, gênero Western, dirigido por Fred C. Brannon, em 12 capítulos, estrelado por Richard Powers e Judy Clark. Foi produzido e distribuído pela Republic Pictures, e veiculou nos cinemas estadunidenses a partir de 2 de agosto de 1950.
Foi o 55º entre os 66 seriados Produzidos pela Republic Pictures.

## Sinopse
Um grupo de fazendeiros, liderados pelo Coronel Arnold e Ward Gordon, trabalham na perfuração de um poço de petróleo, mas sofrem a oposição feroz de um desconhecido bando de foras da lei. O Promotor J. B. Dude Dawson, que está por trás da gangue, tenta evitar que os cooperados encontrem óleo antes de sua concessão expirar, assim ele pode garantir a propriedade para sua empresa. Quando Ward, com a ajuda de Arnold e sua filha Sally, organiza-se para trazer um novo perfurador, o substituto é morto e um dos homens de Dawson toma o seu lugar.

## Elenco
- Richard Powers … Ward Gordon
- Judy Clark … Sally Arnold
- Roy Barcroft … Hacker
- I. Stanford Jolley … J. B. "Dude" Dawson
- Lee Phelps … Rusty Steele
- Lee Roberts ... Larson
- Cliff Clark ... Coronel Arnold
- Bob Reeves ... Guarda no teatro (não creditado)[6]
- Edmund Cobb	 ...	Bowers (Cap. 1, 10)
- George Chesebro	...	Becker (não-creditado)[7]

## Produção
Desperadoes of the West foi orçado em $153,081, porém seu custo final foi $150,246, e foi o mais barato seriado da Republic em 1950.
Foi filmado entre 31 de maio de 22 de junho de 1950, sob os títulos provisórios Bandit King of Oklahoma e Desperado Kings of the West, sendo a produçãop nº 1708.

### Dublês
- Tom Steele … Ward Gordon (dublando Richard Powers)
- Dale Van Sickel … Hacker/Ward Gordon (dublando Roy Barcroft & Richard Powers)
- John Daheim

## Lançamento

### Cinema
A data oficial do lançamento de Desperadoes of the West foi 2 de agosto de 1950, apesar de essa ser a data da disponibilização do 6º capítulo.

### Seriado no Brasil
De acordo com o Diário Oficial da União, o seriado foi aprovado pela censura brasileira em 7 de novembro de 1951, sob o título “Quadrilha do Diabo”, portanto, considera-se ter estreado no país nesse ano.

## Capítulos
1. Tower of Jeopardy (20min)
2. Perilous Barrier (13min 20s)
3. Flaming Cargo (13min 20s)
4. Trail of Terror (13min 20s)
5. Plunder Cave (13min 20s)
6. Six-Gun Hijacker (13min 20s)
7. The Powder Keg (13min 20s)
8. Desperate Venture (13min 20s)
9. Stagecoach to Eternity (13min 20s)
10. Hidden Desperado (13min 20s)
11. Open Warfare (13min 20s)
12. Desperate Gamble (13min 20s)

Fonte: